# 中野バスストップ
中野バスストップ（なかのバスストップ）は、長野県中野市の上信越自動車道上にある高速バス停留所。信州中野IC北方0.5km付近にある。上信越道中野とも称する。

## 停車する路線
- 長野 - 新潟線
小布施BS - 中野BS - 豊田BS

## 周辺
- JR飯山線立ケ花駅